# Viminacium (stolica tytularna)

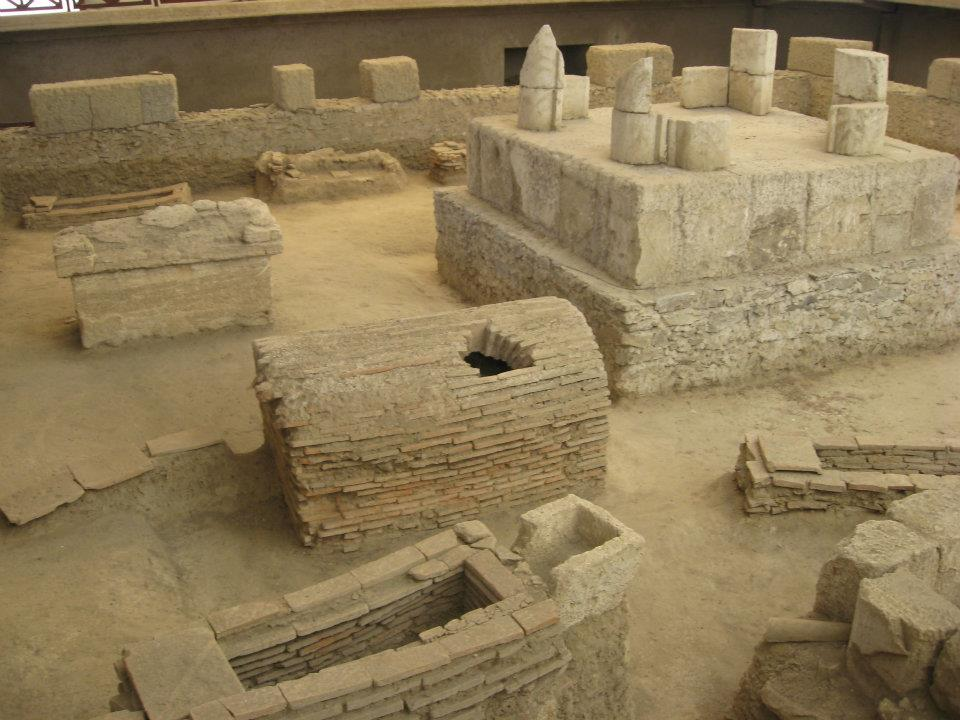
Fragment cmentarzyska odkrytego w rzymskim Viminacium

Viminacium (łac. Dioecesis Viminaciensis) – stolica historycznej diecezji w rzymskiej prowincji Mezja Górna (Moesia Superior), istniejącej w III-VI wieku.
W IV stuleciu prowincji kościelnej (metropolii) ze stolicą arcybiskupią w Viminacium podlegały sufraganie Singidunum, Horreomargum i Margum. Z tamtego okresu znanych jest z imienia jedynie dwóch biskupów: Amancjusz – wymieniany wśród uczestników synodu w Serdyce (343), oraz bliski mu chronologicznie Cyriak, którego św. Atanazy Aleksandryjski w swej Apologia contra Arianos (ok. 355)  wymienia jako jednego z obrońców nauki ortodoksyjnej.
Współcześnie ruiny miasta Viminacium znajdują się w pobliżu miejscowości Kostolac w Serbii. Obecne katolickie biskupstwo tytularne (w randze metropolii) zostało ustanowione w 1925 przez papieża Piusa XI.

## Biskupi tytularni[3]
| Lp. | Biskup                | Funkcja                                     | Od                   | Do                   |
| --- | --------------------- | ------------------------------------------- | -------------------- | -------------------- |
| 1   | Alfred-Jules Mélisson | emerytowany biskup Blois (Francja)          | 11 lipca 1925        | 6 czerwca 1927       |
| 2   | Thomas Francis Hickey | emerytowany biskup Rochester (USA)          | 30 października 1928 | 10 grudnia 1940      |
| 3   | Manoel da Silva Gomes | emerytowany arcybiskup Fortalezy (Brazylia) | 24 maja 1941         | 14 marca 1950        |
| 4   | Settimio Peroni       | emerytowany biskup Norcia (Włochy)          | 1 lutego 1951        | 12 października 1958 |
| 5   | Jean-Baptiste Boivin  | emerytowany arcybiskup Abidżanu             | 10 czerwca 1959      | 24 kwietnia 1970     |
| 6   | Franco Brambilla      | nuncjusz apostolski                         | 24 grudnia 1970      | 28 lipca 2003        |
| 7   | Stanisław Wielgus     | emerytowany arcybiskup warszawski           | 6 stycznia 2007      |                      |